# غرور کاذب
غرور کاذب (به مالایالم: Aabhijathyam) و (به انگلیسی: False pride) فیلمی هندی محصول سال ۱۹۷۱ و به کارگردانی ای.وینسنت است. در این فیلم بازیگرانی همچون مادهو، شارادا، سوکوماری و کاویور پوناما ایفای نقش کرده‌اند.